# Amanda Carpenter

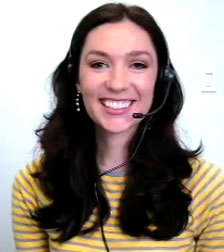
Carpenter in 2008

Amanda Carpenter (Montrose (Michigan), 20 november 1982) is een Amerikaanse auteur, politiek adviseur en speechschrijver. Zij is een voormalig senior staflid ten dienste van de Republikeinse Senatoren Jim DeMint en Ted Cruz. Verder was zij van 2009 tot 2010 columniste voor The Washington Times, heeft zij een grote schare Twittervolgers en verschijnt zij regelmatig als politiek commentator op CNN en CNN International.

## Afkomst en opleiding
Carpenter groeide op in Montrose (Michigan). Zij behaalde in 2005 een bachelorgraad in Communicatiewetenschappen aan de Ball State University.

## Carrière in media en politiek
Carpenter werkte van 2005 tot 2007 als Congres-correspondent voor Human Events, voordat zij overstapte naar  Townhall.com om de nationale politieke verslaggever van dat medium te worden.
In maart 2009 aanvaardde zij een aanstelling bij The Washington Times, waar zij een dagelijkse column, getiteld de Hot Button schreef, die over politieke en culturele onderwerpen, dan wel over ander nieuws ging. 
Begin 2010 verliet ze The Washington Times en trad zij toe tot de staf van senator Jim DeMint als senior communicatieadviseur en speechwriter.
In januari 2013, werd zij senior communicatieadviseur en speechwriter voor senator Ted Cruz.

## Trump-critica
In juli 2015 keerde Carpenter terug naar haar journalistieke carrière.
Zij is vaste commentator voor CNN. Van haar is bekend dat zij een kritische beschouwer van president Trump is, in het bijzonder van diens behandeling van vrouwen. Carpenter heeft verklaard dat zij instemt met sommige van zijn politieke besluiten, maar dat de schandalen die boven zijn presidentschap hangen het "heel moeilijk" maken om hem te verdedigen.
In haar boek Gaslighting America: Why We Love It When Trump Lies to Us (2018), bekritiseert zij Trumps 'neiging om voortdurend te liegen'.

## Breed mediabereik
Carpenter is bekend als blogger, auteur en commentator. Ook treedt zij regelmatig op in nieuwsuitzendingen van diverse media, waaronder de BBC, Fox News's,Hannity & Colmes and The Big Story enMSNBC's Tucker.
Haar boek The Vast Right-Wing Conspiracy's Dossier on Hillary Rodham Clinton werd gepubliceerd in 2006. Over de presidentsverkiezing van 2008 schreef zij een blog voor Glamour magazine.
Vanaf juni 2015 had Carpenter 56.000 volgers op Twitter — meer dan welk staflid van een Congreslid dan ook.